# Lect
Lect est une commune française qui appartient à Terre d'Émeraude Communauté située dans le département du Jura, dans la région culturelle et historique de Franche-Comté et la région administrative Bourgogne-Franche-Comté. 
La commune de Vouglans est rattachée à Lect depuis 1822.

## Géographie

### Communes limitrophes
Lect est une commune du Parc naturel régional du Haut-Jura.

### Voies de communication et transports

#### Voies routières
La montée de Lect, ou Côte du barrage de Vouglans (6,6 km à 5,6 % et 10 % maximum), empruntée par  le Tour de France 2010, de 7,4 km de long et d'une dénivelée de 388 m, franchit le Col du Cerisier à 716 m, un col de 2e catégorie.

### Géologie et paléontologie
Lect est situé dans l'Arc jurassien, riche en fossiles marins de la période Jurassique de l’Ère secondaire  (Mésozoïque), comme en témoigne cette carapace de tortue appelée Plesiochelys etalloni découverte dans la forêt, près de Lect. Celle-ci représente un spécimen du Jurassique tardif.

### Climat
Pour des articles plus généraux, voir Climat de la Bourgogne-Franche-Comté et Climat du département du Jura.
En 2010, le climat de la commune est de type climat de montagne, selon une étude du Centre national de la recherche scientifique s'appuyant sur une série de données couvrant la période 1971-2000. En 2020, Météo-France publie une typologie des climats de la France métropolitaine dans laquelle la commune est dans une zone de transition entre le climat semi-continental et le climat de montagne et est dans la région climatique  Jura, caractérisée par une forte pluviométrie en toutes saisons (1 000 à 1 500 mm/an), des hivers rigoureux et un ensoleillement médiocre. 
Pour la période 1971-2000, la température annuelle moyenne est de 9,7 °C, avec une amplitude thermique annuelle de 17,3 °C. Le cumul annuel moyen de précipitations est de 1 578 mm, avec 13,2 jours de précipitations en janvier et 9,4 jours en juillet. Pour la période 1991-2020, la température moyenne annuelle observée sur la station météorologique de Météo-France la plus proche, « Cernon », sur la commune de Cernon à 3 km à vol d'oiseau, est de 10,4 °C et le cumul annuel moyen de précipitations est de 1 567,8 mm. 
La température maximale relevée sur cette station est de 38,6 °C, atteinte le 13 août 2003 ; la température minimale est de −24 °C, atteinte le 10 janvier 1985,,. 
Les paramètres climatiques de la commune ont été estimés pour le milieu du siècle (2041-2070) selon différents scénarios d'émission de gaz à effet de serre à partir des nouvelles projections climatiques de référence DRIAS-2020. Ils sont consultables sur un site dédié publié par Météo-France en novembre 2022.

## Urbanisme

### Typologie
Au 1er janvier 2024, Lect est catégorisée commune rurale à habitat dispersé, selon la nouvelle grille communale de densité à sept niveaux définie par l'Insee en 2022.
Elle est située hors unité urbaine. Par ailleurs la commune fait partie de l'aire d'attraction d'Oyonnax, dont elle est une commune de la couronne,. Cette aire, qui regroupe 40 communes, est catégorisée dans les aires de 50 000 à moins de 200 000 habitants,.
La commune, bordée par un plan d’eau intérieur d’une superficie supérieure à 1 000 hectares, le lac de Vouglans, est également une commune littorale au sens de la loi du 3 janvier 1986, dite loi littoral. Des dispositions spécifiques d’urbanisme s’y appliquent dès lors afin de préserver les espaces naturels, les sites, les paysages et l’équilibre écologique du littoral, tel le principe d'inconstructibilité, en dehors des espaces urbanisés, sur la bande littorale des 100 mètres, ou plus si le plan local d’urbanisme le prévoit.

### Occupation des sols
L'occupation des sols de la commune, telle qu'elle ressort de la base de données européenne d’occupation biophysique des sols Corine Land Cover (CLC), est marquée par l'importance des forêts et milieux semi-naturels (70 % en 2018), une proportion identique à celle de 1990 (70 %). La répartition détaillée en 2018 est la suivante : 
forêts (70 %), prairies (15,4 %), eaux continentales (10,2 %), zones urbanisées (4,4 %). L'évolution de l’occupation des sols de la commune et de ses infrastructures peut être observée sur les différentes représentations cartographiques du territoire : la carte de Cassini (XVIIIe siècle), la carte d'état-major (1820-1866) et les cartes ou photos aériennes de l'IGN pour la période actuelle (1950 à aujourd'hui).

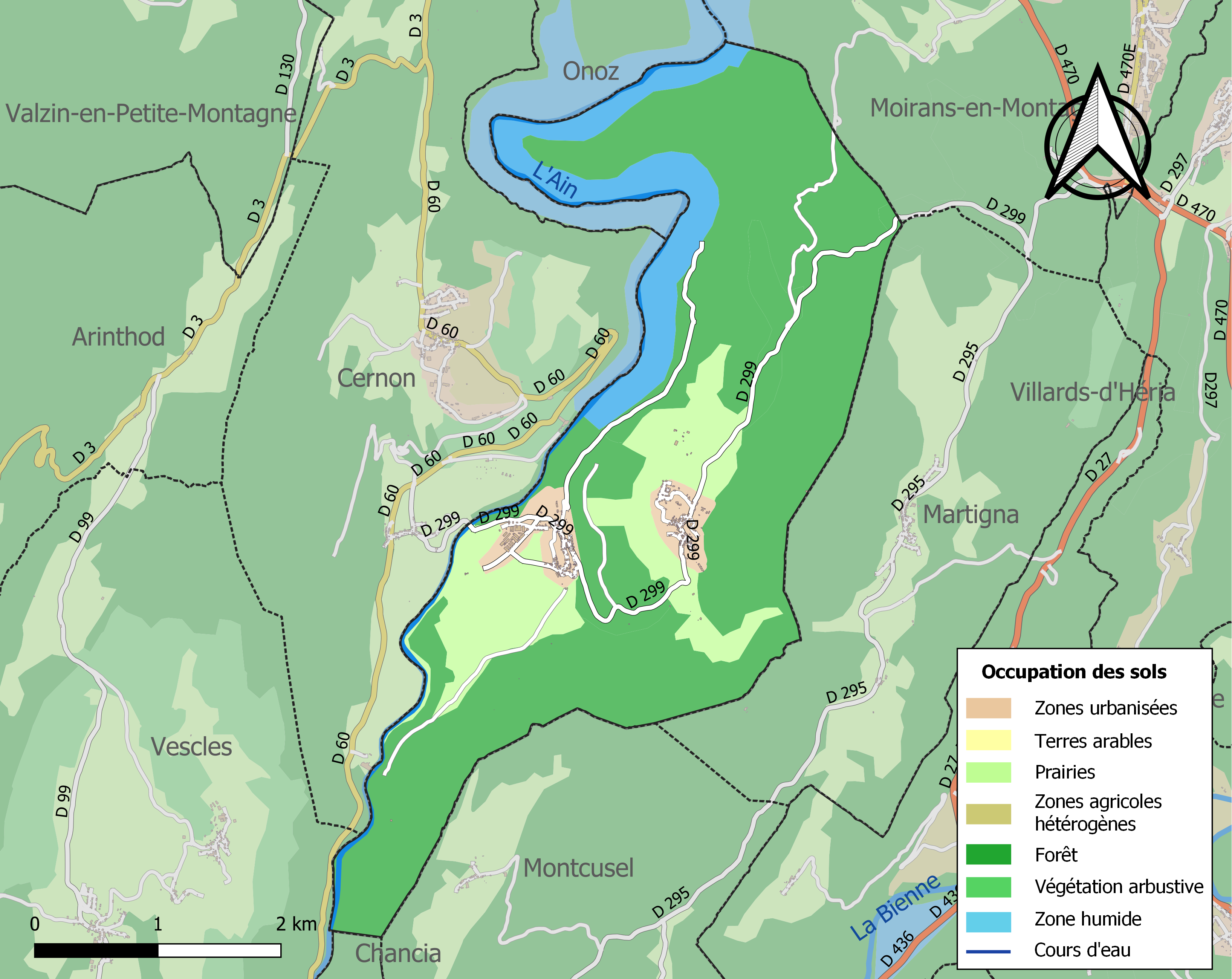
Carte des infrastructures et de l'occupation des sols de la commune en 2018 (CLC).

## Toponymie

La Roche de Lect vue de Vouglans

## Politique et administration
| Période   | Période  | Identité         | Étiquette | Qualité  |
| --------- | -------- | ---------------- | --------- | -------- |
| mars 2001 | 2020     | Guy Morel        | DVD       | Retraité |
| 2020      | En cours | Dominique Retord |           |          |

## Démographie
L'évolution du nombre d'habitants est connue à travers les recensements de la population effectués dans la commune depuis 1793. Pour les communes de moins de 10 000 habitants, une enquête de recensement portant sur toute la population est réalisée tous les cinq ans, les populations de référence des années intermédiaires étant quant à elles estimées par interpolation ou extrapolation. Pour la commune, le premier recensement exhaustif entrant dans le cadre du nouveau dispositif a été réalisé en 2008.

En 2022, la commune comptait 334 habitants, en évolution de −5,38 % par rapport à 2016 (Jura : −0,81 %, France hors Mayotte : +2,11 %).
| 1793 | 1800 | 1806 | 1821 | 1831 | 1836 | 1841 | 1846 | 1851 |
| ---- | ---- | ---- | ---- | ---- | ---- | ---- | ---- | ---- |
| 362  | 280  | 400  | 386  | 642  | 623  | 566  | 615  | 613  |

| 1856 | 1861 | 1866 | 1872 | 1876 | 1881 | 1886 | 1891 | 1896 |
| ---- | ---- | ---- | ---- | ---- | ---- | ---- | ---- | ---- |
| 589  | 562  | 550  | 550  | 521  | 488  | 434  | 450  | 440  |

| 1901 | 1906 | 1911 | 1921 | 1926 | 1931 | 1936 | 1946 | 1954 |
| ---- | ---- | ---- | ---- | ---- | ---- | ---- | ---- | ---- |
| 439  | 433  | 409  | 394  | 395  | 346  | 308  | 334  | 284  |

| 1962 | 1968 | 1975 | 1982 | 1990 | 1999 | 2006 | 2008 | 2013 |
| ---- | ---- | ---- | ---- | ---- | ---- | ---- | ---- | ---- |
| 257  | 841  | 273  | 280  | 266  | 352  | 377  | 384  | 356  |

| 2018 | 2022 | - | - | - | - | - | - | - |
| ---- | ---- | - | - | - | - | - | - | - |
| 354  | 334  | - | - | - | - | - | - | - |

L'augmentation démographique après 1820 est dû au rattachement de Vouglans à Lect. Quant à la forte augmentation provisoire après 1960, elle s'explique par la construction du barrage de Vouglans qui a nécessité une main-d’œuvre de plus de 500 personnes, pendant cinq ans.

## Lieux et monuments
- Le barrage du lac de Vouglans se trouve en partie sur la commune, à la limite avec Cernon.
- Le Monument aux morts de Vouglans, situé dans la commune de LectMonument aux morts de Vouglans

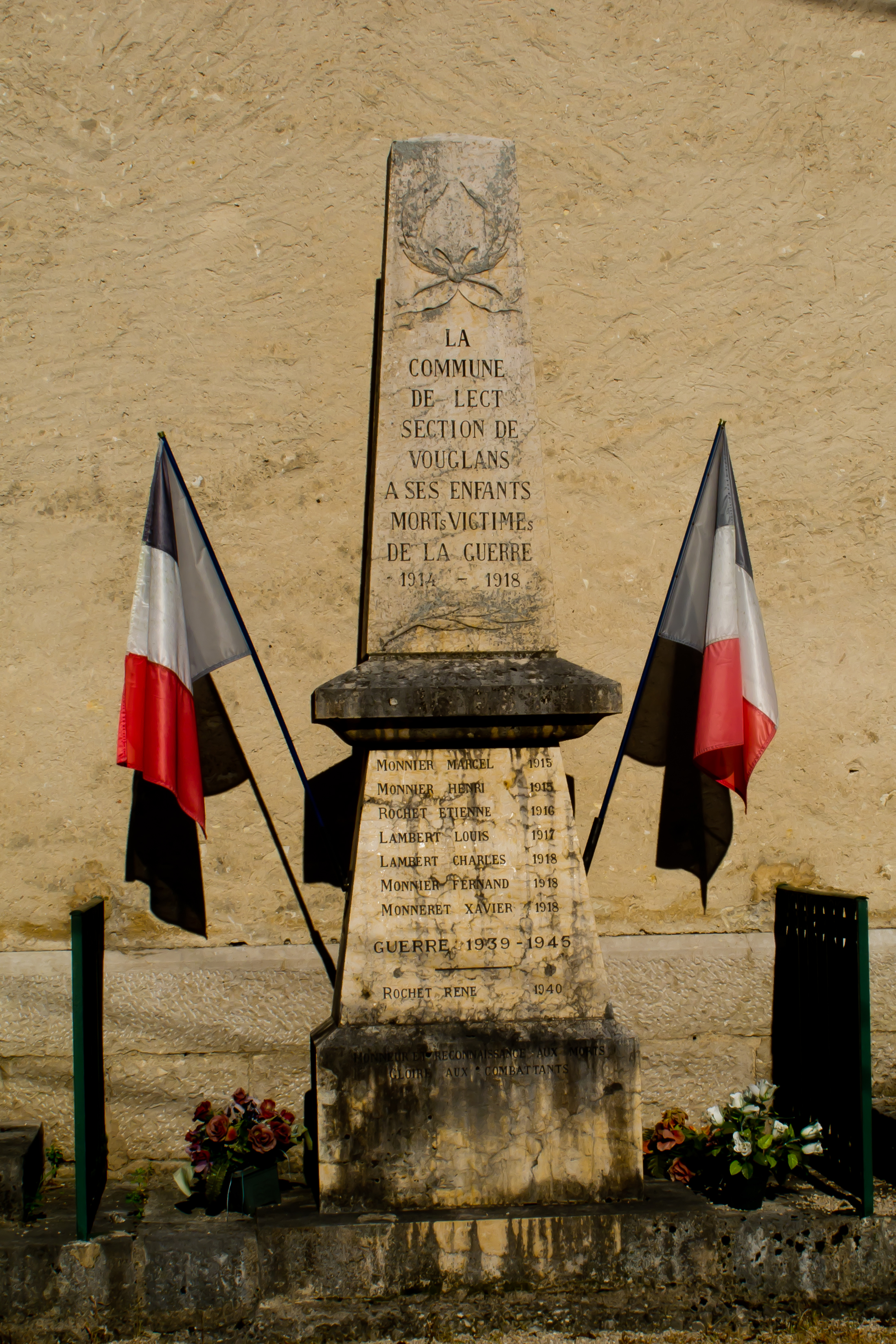
Monument aux morts de Vouglans

- La Chapelle de Lect, située dans la commune de Lect

## Personnalités liées à la commune
Gustave Clovis Monnier, né à Lect le 24 juin 1859, est le père d'Adrienne Monnier, qui a ouvert la librairie "La Maison des Amis des Livres" au 7 rue de l’Odéon, fréquentée par les artistes et intellectuels dans l'entre-deux-guerres. Gustave Clovis Monnier figure au nombre des blessés de la collision ferroviaire de Melun qui avait fait plus de 40 morts.